# 1,2,3-trimethylbenzeen
1,2,3-trimethylbenzeen of hemimelliteen is een aromatische verbinding met als brutoformule C9H12. De stof komt voor als een kleurloze aromatische koolwaterstof met een olie-achtige geur. Het is een isomeer van 1,2,4-trimethylbenzeen (pseudocumeen) en 1,3,5-trimethylbenzeen (mesityleen).

## Synthese
1,2,3-trimethylbenzeen werd voor het eerst gesynthetiseerd in 1886 door de Duitse scheikundige Oscar Jacobsen.
1,2,3-trimethylbenzeen kan bereid worden door reactie van 2,3-dimethylbenzylalcohol met een Grignard-reagens.
In de natuur komt het in aardolie en steenkoolteer voor. Het is een bestanddeel van de C9-aromatische fractie of kortweg C9-fractie bij de destillatie van nafta of petroleum. Die fractie bestaat hoofdzakelijk uit aromatische koolwaterstoffen met negen koolstofatomen, vooral trimethylbenzenen en ethyltoluenen. Deze C9-fractie kan als zodanig gebruikt worden, maar ze kan ook verder opgewerkt worden om de weinig waardevolle C9-aromatische stoffen (ethyltoluenen en propylbenzenen) om te zetten in waardevolle verbindingen zoals pseudocumeen en mesityleen. Deze kunnen daarna gescheiden worden door verdere destillatie.

## Toepassingen
1,2,3-trimethylbenzeen wordt gebruikt als additief in brandstoffen. Het wordt ook als apolair oplosmiddel toegepast.